# Výtegra
Výtegra (ruso: Вы́тегра) es una ciudad rusa, capital del raión homónimo en la óblast de Vólogda.
En 2023, la ciudad tenía una población de 10 292 habitantes. En su territorio no hay pedanías.
Se ubica unos 10 km al sureste del lago Onega, en el lugar del que el río Výtegra efluye de un entorno de lagos menores para dirigirse a dicho lago principal. Posee un puerto fluvial, conectado regularmente a través del Onega con Petrozavodsk y otras localidades de la república de Carelia, e integrado en la vía navegable Volga-Báltico. Por aquí pasa la carretera A119, que Medvezhegorsk con Vólogda. Al oeste de Výtegra sale la carretera A215, que lleva a la costa oriental del lago de Ládoga.

## Historia
Se conoce la existencia del lugar habitado en documentos desde 1496. En su origen, Výtegra no era una localidad, sino un pogost situado en la ruta comercial fluvial de Veliki Nóvgorod a Sheksná. La sede del pogost se ubicaba en la actual aldea de Anjimovo, a 7 km de la actual ciudad. En 1710 se construyó un puerto fluvial, que dio lugar a la aldea (derevnia) de "Viangui" (Вянги).
Adoptó el estatus de ciudad en 1773, cuando Catalina II cambió el topónimo de "Viangui" a "Výtegra". En 1776 se estableció aquí la sede de un uyezd, que desde 1801 quedó integrado en la gobernación de Olónets. Debido al pequeño tamaño que tenía entonces Petrozavodsk, la capital de la gobernación, se propuso en varias ocasiones sin éxito trasladar la sede administrativa a Výtegra, que tenía mejores conexiones a través de su puerto fluvial. Sin embargo, la construcción del ferrocarril de Murman a través de Petrozavodsk hizo que el crecimiento de Výtegra se frenase.
La Unión Soviética estableció aquí en 1927 la sede del raión de Výtegra, perteneciente a la óblast de Leningrado. En 1937, el raión pasó a formar parte de la óblast de Vólogda, donde creció notablemente en superficie en la década de 1950. En 1964 se completó la construcción de la vía navegable Volga-Báltico, de la que el puerto fluvial de Výtegra forma parte, lo que supuso un notable desarrollo para la ciudad, que llegó a tener casi trece mil habitantes en el momento de la disolución de la Unión Soviética.